# Lautarus concinnus
Lautarus concinnus là một loài bọ cánh cứng trong họ Cerambycidae.